# Peter Diamandis
Peter H. Diamandis (ur. 20 maja 1961 w Nowym Jorku) – amerykański przedsiębiorca, założyciel organizacji X PRIZE Foundation.

## Życiorys
Syn greckich imigrantów pochodzących z wyspy Lesbos, jego ojciec pracował jako ginekolog. Diamandis spędził swoje dzieciństwo na wyspie Long Island. W 1983 roku ukończył studia na Massachusetts Institute of Technology, następnie na Uniwersytecie Harvarda obronił doktorat, uzyskując stopień Doctor of Medicine.
W 1987 roku powołał do życia International Space University z siedzibą w Strasburgu, założył następnie uczelnię Singularity University oraz organizację X PRIZE Foundation.
Autor książki pt. Abundance: The Future Is Better Than You Think. Praca ta w 2012 roku została uznana przez The New York Times za jeden z bestsellerów.

## Upamiętnienie
W 2016 roku greckie przedsiębiorstwo pocztowe ELTA wydało serię znaczków pocztowych z jego wizerunkiem.